# Kelasuri (ort)
Kelasuri (georgiska: კელასური; ryska: Кяласур, Kjalasur) är en ort i Abchazien i nordvästra Georgien. Antalet invånare var 1 373 år 2012. Orten ingår i distriktet Suchumi och närmaste större samhälle är staden Suchumi några kilometer åt nordväst.